# أوسكار ر. غوميز
أوسكار ر. غوميز (بالإسبانية: Oscar R. Gómez)‏ هو كاتب أرجنتيني، ولد في 9 مارس 1956 في بوينس آيرس في الأرجنتين.